# Lionel Rinck
Pour les articles homonymes, voir Rinck.
Pas d'image ? Cliquez ici

a Compétitions nationales et continentales officielles uniquement.

Dernière mise à jour le 1er juillet 2020.
Lionel Rinck, né le 14 janvier 1973 ou le 14 octobre 1974, selon les sources, est un joueur et entraîneur français de rugby à XV.

## Biographie
Lionel Rinck joue en professionnel à l'AS Béziers, au Racing CF, au Stade français, au RC Toulon,, au CA Bordeaux Bègles, au CS Bourgoin-Jallieu, au Stade aurillacois et au RC Vichy,,,.
En 2001, il joue à Sydney puis à Auckland.
En 2009, il fonde Plushball,,,,,,,.
En 2014, il devient entraîneur au Rugby Club Saint-Yorre (RC Saint-Yorre).